# Henri Emmanuelli
Henri Emmanuelli (ur. 31 maja 1945 w Eaux-Bonnes, zm. 21 marca 2017 w Bajonnie) – francuski polityk, w latach 1992–1993 przewodniczący Zgromadzenia Narodowego, od 1994 do 1995 pierwszy sekretarz Partii Socjalistycznej, wieloletni deputowany.

## Życiorys
Absolwent Instytutu Nauk Politycznych w Paryżu. Po studiach podjął pracę w jednym z przedsiębiorstw należących do koncernu rodziny Rothschildów.
W 1971 wstąpił do Partii Socjalistycznej. Dwa lata później na prośbę François Mitterranda bez powodzenia wystartował w wyborach parlamentarnych w departamencie Lot-et-Garonne. Mandat poselski po raz pierwszy uzyskał w 1978 z Landów. Od tego czasu skutecznie ubiegał się o reelekcję w każdych kolejnych wyborach do Zgromadzenia Narodowego do 2012 włącznie. Trzykrotnie kierował parlamentarną komisją finansów, a w latach 1992–1993 zajmował stanowisko przewodniczącego izby niższej francuskiego parlamentu.
Od 1982 do 1997 i od 2000 do czasu swoje śmierci zajmował stanowisko przewodniczącego rady generalnej departamentu Landy. W okresie 1986–1988 i ponownie krótko w 1992 był radnym regionu Akwitania. W latach 1981–1986 w kolejnych lewicowych rządach zajmował stanowisko sekretarza stanu – najpierw przy ministrze spraw wewnętrznych (ds. terytoriów zależnych), a od 1983 przy ministrze finansów (ds. budżetu).
W latach 1994–1995 przewodniczył Partii Socjalistycznej jako jej pierwszy sekretarz. Bez powodzenia ubiegał się o prezydencką nominację z ramienia swojego ugrupowania przed wyborami prezydenckimi w 1995, przegrywając z Lionelem Jospinem. W 2005 publicznie nawoływał do głosowanie na „nie” w referendum w sprawie przyjęcia tzw. Konstytucji dla Europy.